# Berente
Berente ist eine ungarische Gemeinde im Kreis Kazincbarcika im Komitat Borsod-Abaúj-Zemplén.

## Geografische Lage
Berente liegt in Nordungarn, 17 Kilometer nordwestlich des Komitatssitzes Miskolc, vier Kilometer südöstlich der Kreisstadt Kazincbarcika, am linken Ufer des Flusses Sajó. Dreieinhalb Kilometer südöstlich befindet sich die Stadt Sajószentpéter.

## Sehenswürdigkeiten
- Prométheusz-Statue, erschaffen 1957 von Barna Megyeri
- Reformierte Kirche, erbaut 1710–1720 im spätbarocken Stil, 1787 umgebaut
- Römisch-katholische Kirche Szent Kereszt felmagasztalása, erbaut 1911
- Schloss Szepessy (Szepessy-kastély), erbaut im 17. Jahrhundert
- Szent-Borbála-Bronzestatue, erschaffen von Ferenc Borsodi und István Kovács
- Ungarische Motive (Magyaros motívumok), Wandgemälde erschaffen 1961 von Sándor Ázbej

## Verkehr
Durch Berente verläuft die Hauptstraße Nr. 26. Die Gemeinde liegt an der Eisenbahnstrecke von Miskolc nach Ózd. Es bestehen Busverbindungen nach Kazincbarcika sowie über Sajószentpéter nach Miskolc.